# Udea constricta
Udea constricta là một loài bướm đêm thuộc họ Crambidae. Nó là loài đặc hữu của Kauai, Oahu và Molokai.
Ấu trùng ăn các loài Scaevola, bao gồm Scaevola chamisoniana, Scaevola gaudichaudii và Scaevola tnollis.